# Mervent
Mervent – miejscowość i gmina we Francji, w regionie Kraj Loary, w departamencie Wandea.
Według danych na rok 1990 gminę zamieszkiwały 1023 osoby, a gęstość zaludnienia wynosiła 46 osób/km² (wśród 1504 gmin Kraju Loary Mervent plasuje się na 568. miejscu pod względem liczby ludności, natomiast pod względem powierzchni na miejscu 476.).